# Districte de Chancay
Chancay és un dels dotze districtes que conformen la província de Huaral, situada en el departament de Lima, en la circumscripció del Govern Regional de Lima-Provincias, al Perú. Limita a l'oest amb l'oceà Pacífic ; a l'est amb els districtes de Huaral i Aucallama; al nord amb la província de Huaura; i al sud també amb Aucallama. És el districte litoral de la Província de Huaral, al pis altitudinal anomenat Costa o Chala i abasta una superfície de 150,11 km². D'acord amb el cens 2017 la població del districte de Chancay és de 56.920 hab. La seva capital, la ciutat de Chancay, es troba a 76 km al nord de la ciutat de Lima. És a una altitud de 43 msnm. Pel que fa la divisió eclesiàstica de l'Església Catòlica del Perú, pertany a la Diòcesi de Huacho.

## Alcaldes
- 2019 - 2022[2]
  - Alcalde : Domitila Aurora Dulanto De Balta, de Concertació per al Desenvolupament Regional - Lima.
  - Regidors :
- # Marita Carolina Robles Ojeda (Concertación para el Desarrollo Regional - Lima)
- # Juan Carlos Navarro Gonzáles (Concertación para el Desarrollo Regional - Lima)
- # Luis Mario Salas Palomino (Concertación para el Desarrollo Regional - Lima)
- # Pedro Miguel Escobedo Verástegui (Concertación para el Desarrollo Regional - Lima)
- # Yessenia Jesús Vega Soto (Concertación para el Desarrollo Regional - Lima)
- # Aracely Geraldine Garcilazo Saavedra (Concertación para el Desarrollo Regional - Lima)
- # Vilma Yolanda Anaya Arce (Acción Popular)
- # Luis Ángel Vega Kanashiro (Acción Popular)
- # Luis Daniel Baca Guzmán (Fuerza Regional)

Alcaldes anteriors
- 2015 - 2018:[3] Juan Alberto Álvarez Andrade, Movimiento Patria Joven (PJ).
- 2011 - 2014:[4][5] Juan Alberto Álvarez Andrade, Partit Aprista Peruano (PAP).
- 2007-2010: Juan Alberto Álvarez Andrade .

## Policials
- Comissaria de Chancay
  - Comissari: Washington Castell Colán.[6]

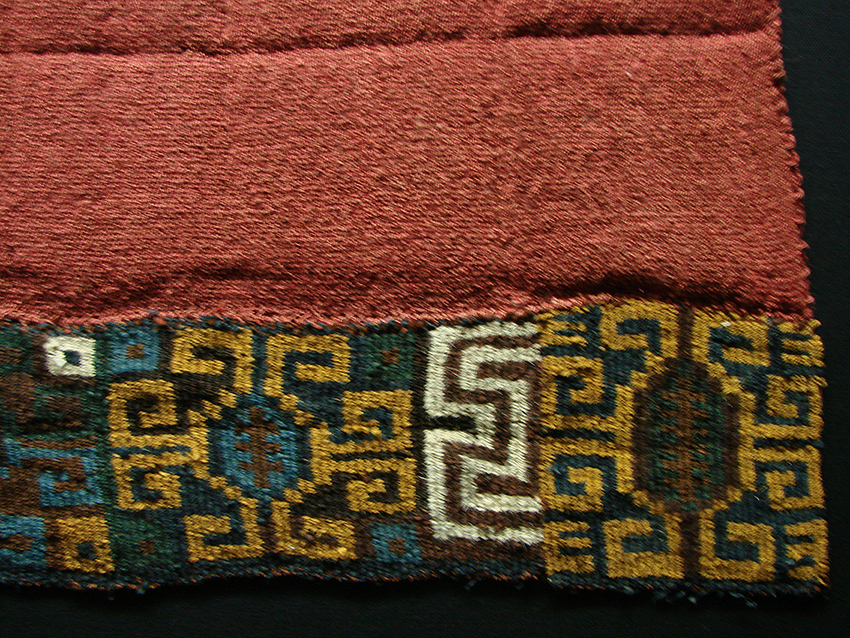
Tèxtil chancay
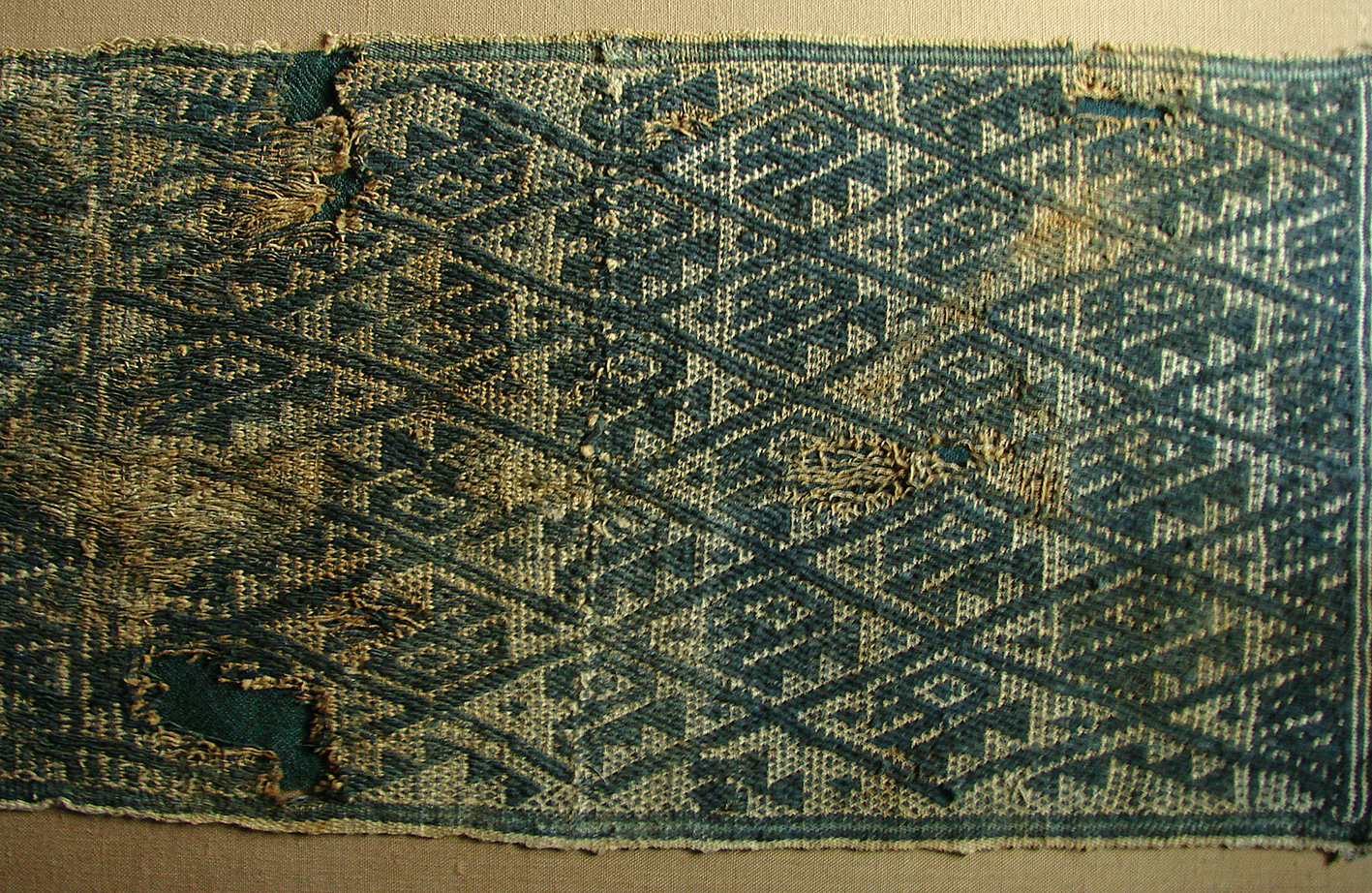
Tèxtil chancay
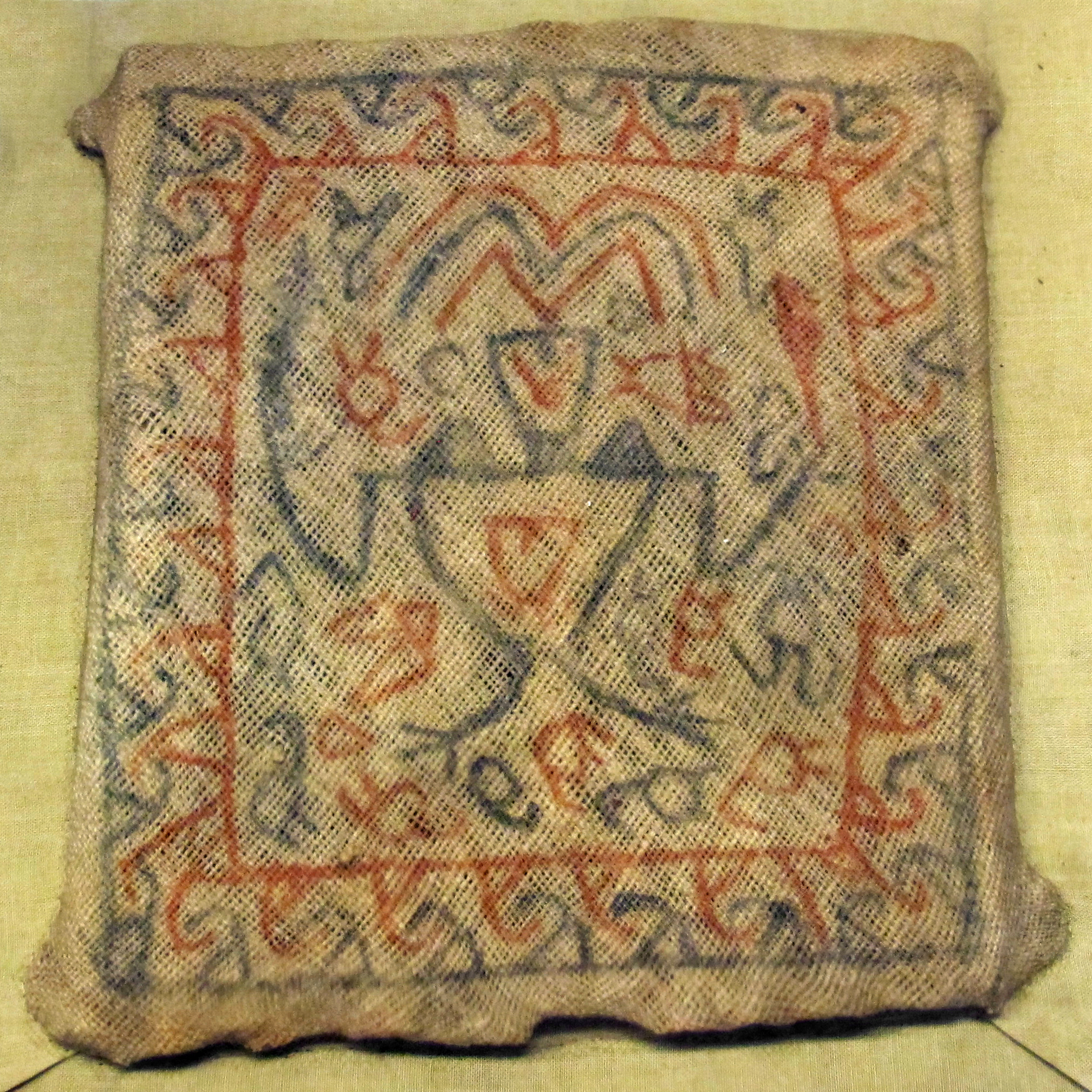
Tèxtil chancay
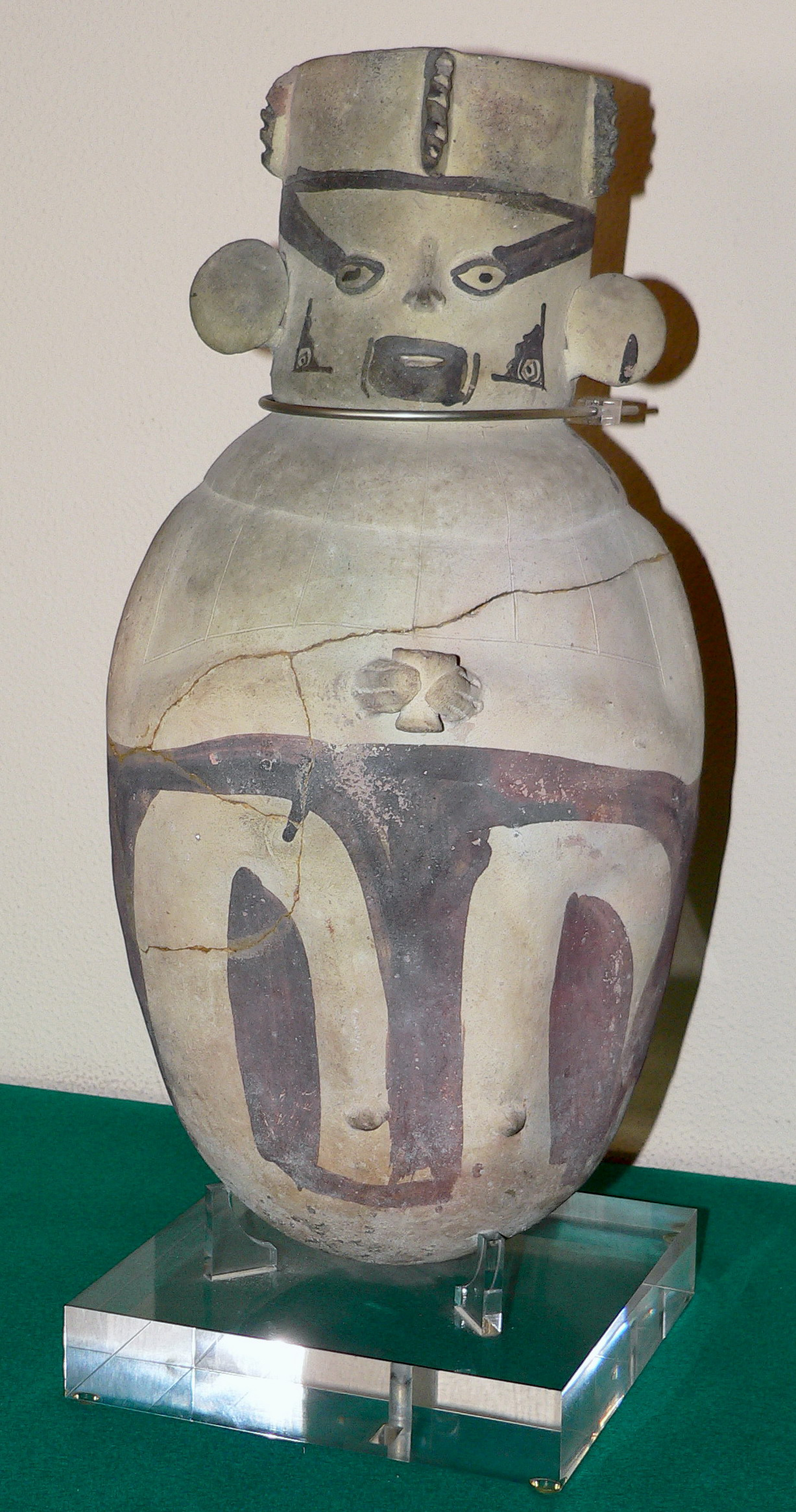
Càntir típic de la cultura chancay
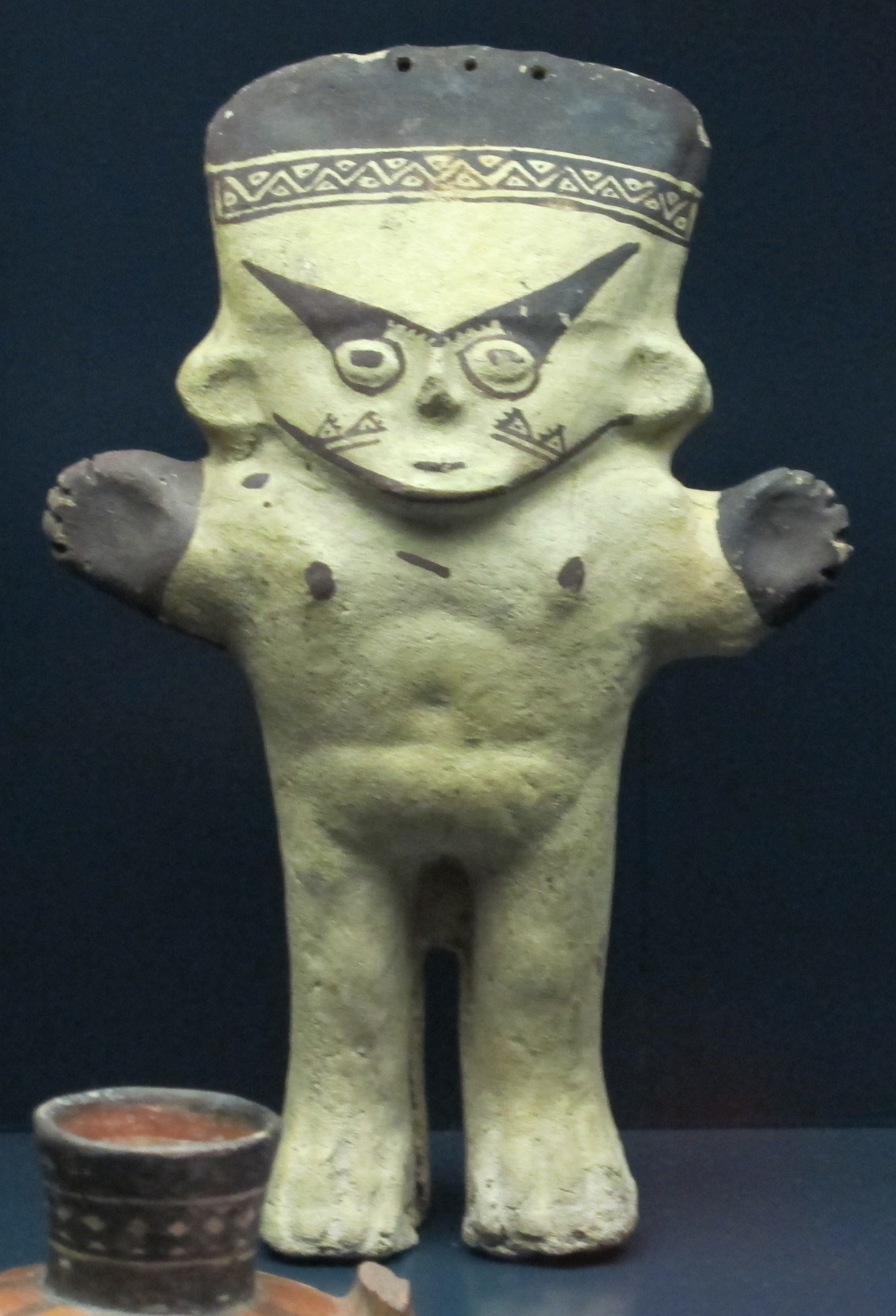
Cuchimilco
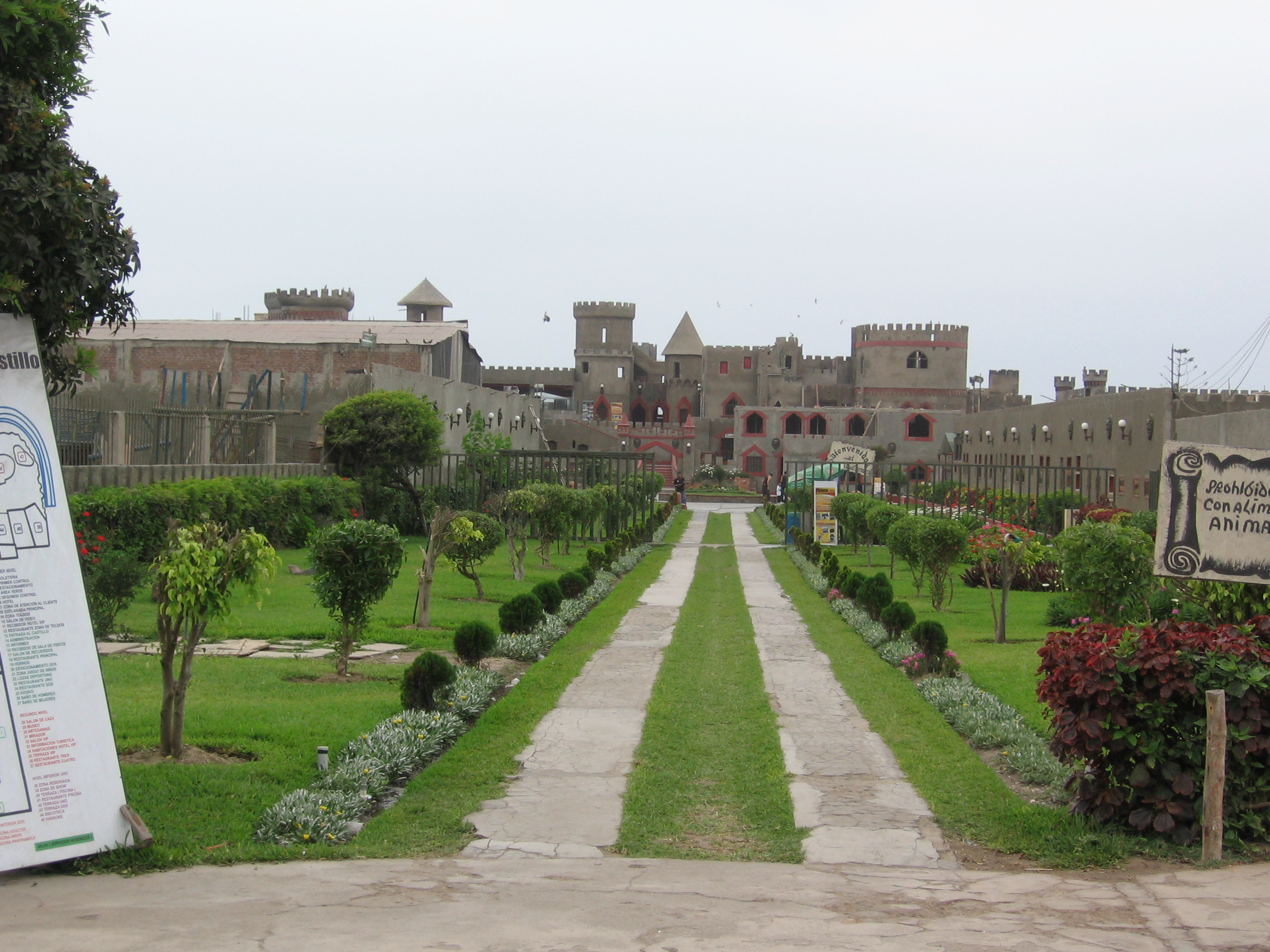
Castell de Chancay

## Castell de Chancay
Un dels seus majors atractius és el Castell de Chancay. És una construcció d'estil medieval edificada sobre els penya-segats rocosos de Chancay entre 1924 i 1935. L'autora va ser la senyora Consuelo Amat i León, besnéta del virrei Manuel Amat. Després d'un viatge a Europa, Consol va tornar al Perú, decidida a iniciar tal obra com a homenatge al seu marit mort, Rómulo Boggio Klauer. El Castell compta amb museu arqueològic de la cultura Chancay, mobiliari del segle xix, col·lecció d'animals dissecats, piscina, jocs per a nens, restaurants i allotjament.